# Métrologie judiciaire
 (octobre 2023).
La mise en forme du texte ne suit pas les recommandations de Wikipédia : il faut le « wikifier ».
Les points d'amélioration suivants sont les cas les plus fréquents. Le détail des points à revoir est peut-être précisé sur la page de discussion.
- Les titres sont pré-formatés par le logiciel. Ils ne sont ni en capitales, ni en gras.
- Le texte ne doit pas être écrit en capitales (les noms de famille non plus), ni en gras, ni en italique, ni en « petit »…
- Le gras n'est utilisé que pour surligner le titre de l'article dans l'introduction, une seule fois.
- L'italique est rarement utilisé : mots en langue étrangère, titres d'œuvres, noms de bateaux, etc.
- Les citations ne sont pas en italique mais en corps de texte normal. Elles sont entourées par des guillemets français : « et ».
- Les listes à puces sont à éviter, des paragraphes rédigés étant largement préférés. Les tableaux sont à réserver à la présentation de données structurées (résultats, etc.).
- Les appels de note de bas de page (petits chiffres en exposant, introduits par l'outil «  Source ») sont à placer entre la fin de phrase et le point final[comme ça].
- Les liens internes (vers d'autres articles de Wikipédia) sont à choisir avec parcimonie. Créez des liens vers des articles approfondissant le sujet. Les termes génériques sans rapport avec le sujet sont à éviter, ainsi que les répétitions de liens vers un même terme.
- Les liens externes sont à placer uniquement dans une section « Liens externes », à la fin de l'article. Ces liens sont à choisir avec parcimonie suivant les règles définies. Si un lien sert de source à l'article, son insertion dans le texte est à faire par les notes de bas de page.
- La présentation des références doit suivre les conventions bibliographiques. Il est recommandé d'utiliser les modèles {{Ouvrage}}, {{Chapitre}}, {{Article}}, {{Lien web}} et/ou {{Bibliographie}}. Le mode d'édition visuel peut mettre en forme automatiquement les références.
- Insérer une infobox (cadre d'informations à droite) n'est pas obligatoire pour parachever la mise en page.

Pour une aide détaillée, merci de consulter Aide:Wikification.
Si vous pensez que ces points ont été résolus, vous pouvez retirer ce bandeau et améliorer la mise en forme d'un autre article.
La métrologie judiciaire est une branche de la métrologie (la science des mesures) appliquée aux sciences judiciaires. Les laboratoires judiciaires et les laboratoires criminalistiques effectuent de nombreuses mesures et tests à l'appui des procédures pénales et des actions en justice civiles,. Des exemples de métrologie judiciaire comprennent la mesure d'alcoolémie à l'aide d'éthylotest, la quantification des substances interdites (tant en poids qu'en pureté) et les mesures de longueur des canons d'armes à feu. Les résultats des mesures judiciaires sont utilisés pour déterminer si un suspect peut être accusé d'un crime ou peuvent être utilisés pour aggraver une peine. D'autres exemples de métrologie judiciaire comprennent des tests qui mesurent la présence d'une substance (par exemple, la cocaïne), l'examen des empreintes latentes, l'examen des documents remis en question et l'analyse de l'ADN.
Les mesures judiciaires sont toutes traçables aux étalons du Système international d'unités (SI) maintenu par le Bureau international des poids et mesures, à des constantes naturelles ou à des matériaux de référence tels que ceux fournis par l'institut national de métrologie des États-Unis, connu sous le nom d'Institut national des normes et de la technologie à Gaithersburg, Maryland ou par l'institut national de métrologie français, le LNE.
D'autres exemples d'instruments et d'équipements utilisés en métrologie judiciaire comprennent les éthylotests, les balances, les règles, les pieds à coulisse, les chromatographes et les centrifugeuses.
Une attention récente a été accordée à la métrologie judiciaire et à la traçabilité métrologique à la suite d'un effort international visant à accréditer les laboratoires judiciaires et les laboratoires criminalistiques conformément aux exigences de la norme ISO 17025.